# Кардиф (окръг)
Вижте пояснителната страница за други значения на Кардиф.
Ка̀рдиф (на английски: Cardiff; на уелски: Caerdydd) е най-големият град и столица на Уелс.
Той е административна единица със статут на град (на английски: city), който му е бил даден през 1905 г. благодарение на бързия му ръст в промишлеността на района и ролята му на главно пристанище в Уелс. През 1955 г. градът е обявен за столица на Уелс.
Кардиф е разположен в Южен Уелс и граничи с Нюпорт на изток, Карфили и Ронда Кънън Таф на север, Вейл ъф Гламорган на юг.